# Pskovský krom

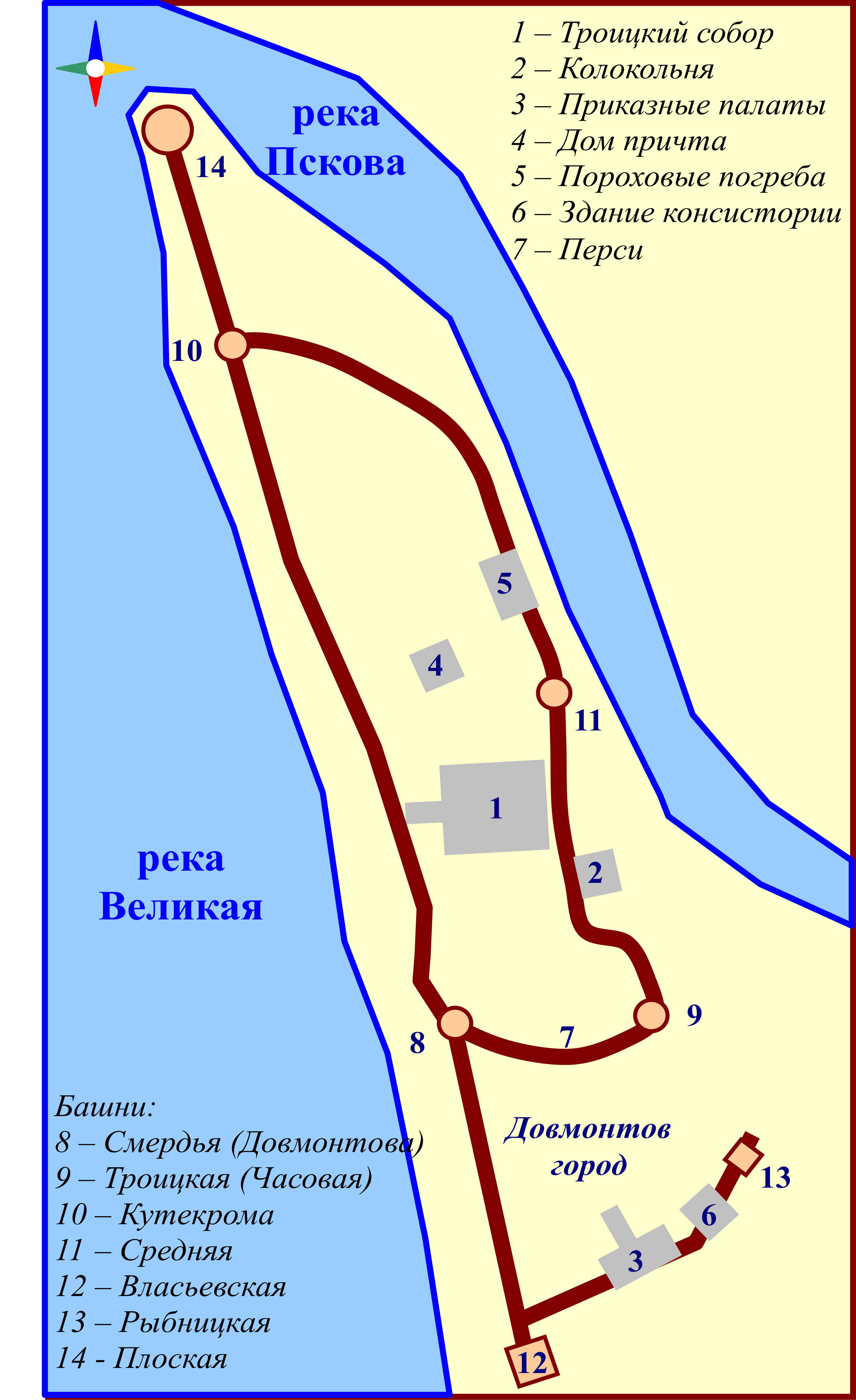
Schéma kremlu:
1 – Chrám svaté Trojice
2 – Zvonice
4 – Dům pričty
5 – sklady zásob
8 – Dovmontova věž
9 – Věž (kaple) svaté Trojice
10 – Věž Kutekroma
11 – Střední věž
14 – Ploská věž

Pskovský krom (rusky Псковский Кром), někdy též Pskovský kreml (rusky Псковский Кремль), je středověký kreml v centru ruského Pskova, někdejší středisko Pskovského knížectví. Stojí na úzkém vysokém výběžku na soutoku řek Velikaja a Pskova. První stavbou kremelského komplexu byl Chrám svaté Trojice, postavený na příkaz kyjevské kněžny Olgy v 10. století. Slovo krom je historickou variantou slova kreml, používanou právě v souvislosti s pskovskou městskou pevností.

## Historie
Počátky osídlení v prostoru dnešního kremlu sahají až do poloviny prvního tisíciletí, kdy zde stávala ugrofinská, později slovanská osada. První stavbou současného kremlu byl původně dřevěný Chrám svaté Trojice, který vzniknul v 10. století na příkaz kyjevské kněžny Olgy. Ta přijela roku 957 navštívit rodné místo. Nejspíše již v 10. století zde také začal vznikat dřevěný kreml, který byl v 11. století již dostatečně významný, aby se stal obchodně-řemeslným centrem pskovského okolí.
Na počátku 13. století začala výstavba kamenných hradeb, která byla završena v polovině 15. století, byť se fortifikace i dále vylepšovala až do počátku 17. století. První kamenná hradba byla vztyčena pochopitelně na jihu, na nejcitlivějším místě (její existence písemně doložena již roku 1337).
Díky existenci této pevnosti se město dovedlo bránit nájezdům vojsk Zlaté hordy (1237–1480), stejně jako útokům, které přicházely do oslabené země ze západu (Němci, Livonci, Litevci). Byť ne vždy pevnost odolala, například roku 1240 byl Pskovský krom spolu s celým městem dobyt a dva roky okupován Řádem německých rytířů, než jej osvobodila vojska Alexandra Něvského. Sousední Moskevské knížectví a Novgorodská republika se také nejednou obracely na pskovské s žádostí o vojenskou pomoc.
V období Pskovské republiky (14. – počátek 16. století) plnil kreml s jeho chrámem, shromaždištěm věče a s ostatními jeho prostorami funkci duchovního a administrativního centra pskovských zemí.
Na samotný kreml navazoval systém městského opevnění, který tvořil tzv. Pskovskou pevnost (z ní se dochovalo jen velmi málo). Po připojení Pskovské republiky k Moskevskému velkoknížectví v 16. století čítal tento obranný systém již 37 věží, 14 bran a 9,5 km hradeb. Pskov tak byl jedním z nejlépe opevněných měst Ruska.
Svůj vojenský i obchodní význam ztratil kreml za vlády Petra I. Velikého, který v rámci Severní války značně posunul hranice, a Pskov tak přestal být hraničním městem. Ačkoliv Pskovský krom ztratil svůj vojenský význam, i nadále si podržel svůj status duchovního a historického centra pskovských zemí.
Velká část městských hradeb byla v následujících stoletích rozebrána obyvateli na materiál, pustnul i kreml. K první rekonstrukci hradeb tak došlo již v 19. století. Ve 30. letech 20. století byl v areálu zbořen Chrám Zvěstování, Katedrála svaté Trojice byla zrušena a přeměněna na muzeum ateismu. V 60. letech 20. století byla potom započata komplexní rekonstrukce, která pokračovala až do počátku 21. století. Roku 2003 byl Pskovský krom zvolen v celostátní anketě jako jeden z 10 hlavních symbolů Ruska.

## Areál kremlu

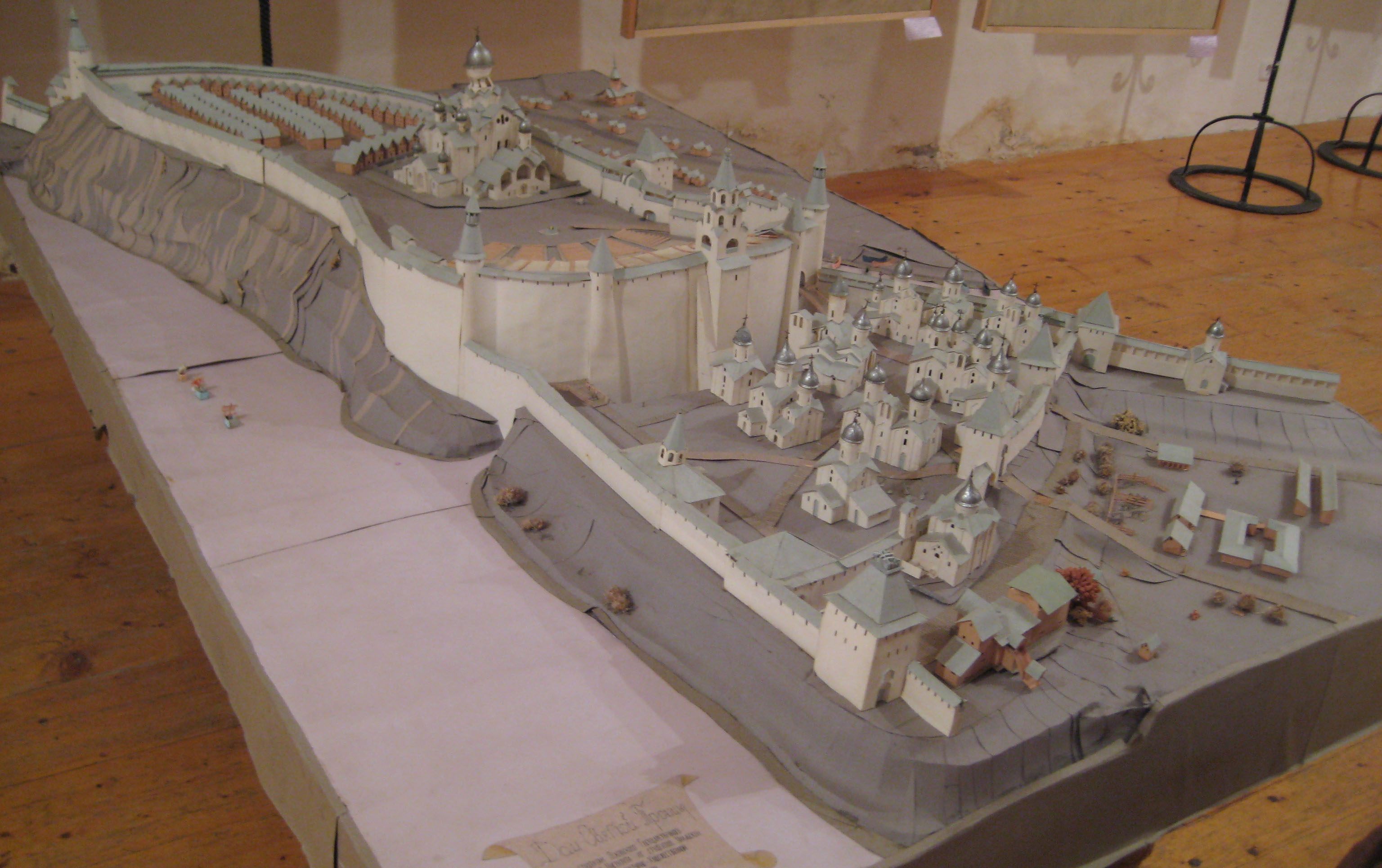
Model středověkého kremlu s Domontovým městem

Kreml se rozprostírá na pahorku u soutoku řek Pskova a Velikaja, které tvoří přirozenou bariéru ze západu, východu i severu. Pevnost je tak přístupná pouze z jihu, kde je také opevnění nejsilnější. Kolem dokola je obehnána hradbami s ochozy, vysokými 6–8 m a silnými 2,5–6 m (6 m je silná právě jižní hradba). Východní hradba měří 435 m, západní 345 m, jižní 88 m. Celková plocha kremlu činí 3 ha. Hradby jsou posíleny celkem 5 věžemi, vejít je možné jedinou jižní branou. Dominantou celého areálu je Katedrála svaté Trojice z konce 17. století.
Před jižní hradbou se nachází pozůstatky tzv. Domontova města, někdejší opevněné čtvrti Pskova se 17 chrámy, které však postupem času pustlo a bylo rozebráno. Během 2. světové války se zde nacházela německá protiletadlová baterie. Dnes se zde nachází částečně zachovalé hradby navazující na kremelský komplex, dvě věže, 32 m vysoká Vlasjevská a průchozí Rybnická, budova někdejších carských úřadů a budova konzistoře.

### Katedrála svaté Trojice
Nejstarším chrámem na tomto místě byl dřevěný Chrám svaté Trojice, vystavěný v 10. století na příkaz kyjevské kněžny Olgy, která přijela roku 957 navštívit rodné místo. Podle dobového kronikáře měla kněžna vidění, kdy tři paprsky označily vyvýšené místo na pahorku nad soutokem řek, což interpretovala jako pokyn shůry ke stavbě chrámu. Ten však roku 1137 zcela shořel.
Hned rok nato na jeho místě vyrostl na příkaz pskovského knížete Vsevoloda Mstislaviče dřevěný kostelík, nahrazený ještě na konci 12. století kamenným, zhotoveným smolenskými staviteli (Pskov tehdy neměl vlastní stavitele). Roku 1242 se v tomto chrámu pomodlil před bitvou na Čudském jezeře Alexandr Něvský, aby poprosil o vítězství nad Řádem německých rytířů, který na Pskov dlouhodobě podnikal výpady. Roku 1363 došlo ke zřícení klenby, rekonstrukce byla završena 1365. Roku 1609 potom došlo k velkému požáru Pskova, během kterého chrám kompletně vyhořel a budova byla prakticky zničena.
Soudobá katedrála 78 m vysoká katedrála byla vystavěna na témže místě v letech 1682-1699 v moskevském stylu. V roce 1935 byla uzavřena a přeměněna na muzeum ateismu. Znovu otevřena byla během německé okupace, kdy také začala její renovace, která pokračovala i po osvobození. Zničený ikonostas byl obnoven již roku 1988.
Jsou zde mj. pohřbena pskovská knížata Vsevolod Mstislavič a Dovmont-Timofej.

### Kremelské věže
- Věž Kutekroma – 30 m vysoká věž, stojící v severní části kremlu. Její název znamená „v koutě kromu“. Vystavěna byla roku 1400 a sloužila především k pozorování okolí. Tomuto účelu v zásadě slouží dodnes coby rozhledna pro návštěvníky.
- Ploská věž – nejsevernější část kremlu, nachází se přímo na břehu na soutoku řek Pskova a Velikaja. Název „ploská“ získala díky svému zemitému tvaru. Spolu s protilehlou Vysokou věží, spadající do komplexu Pskovské pevnosti, uzavírala vjezd do řeky Pskovy. V 15. století mezi těmito dvěma věžemi dokonce vyrostla dřevěná říční brána, v 17. století přestavěna na kamennou (nedochovala se).[3]
- Věž (kaple) svaté Trojice
- Střední věž
- Dovmontova věž

### Ostatní objekty areálu
- Shromaždiště věče – místo, kde se v době Pskovské republiky scházeli Pskované, aby se radili o záležitostech místního i státního významu.
- Zvonice z 19. století
- Sklady zásob
- Dům pričty

## Galerie

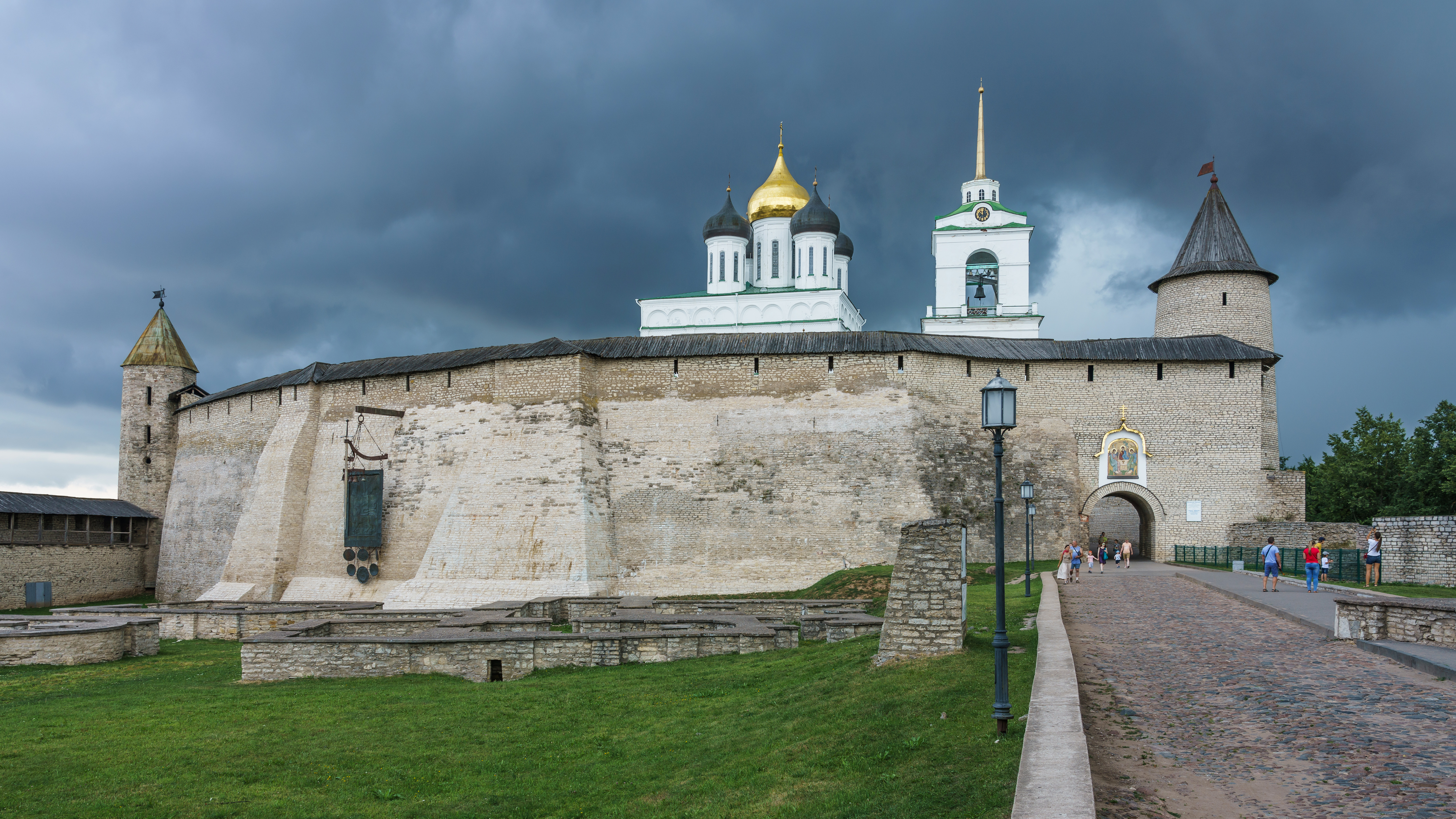
jižní strana
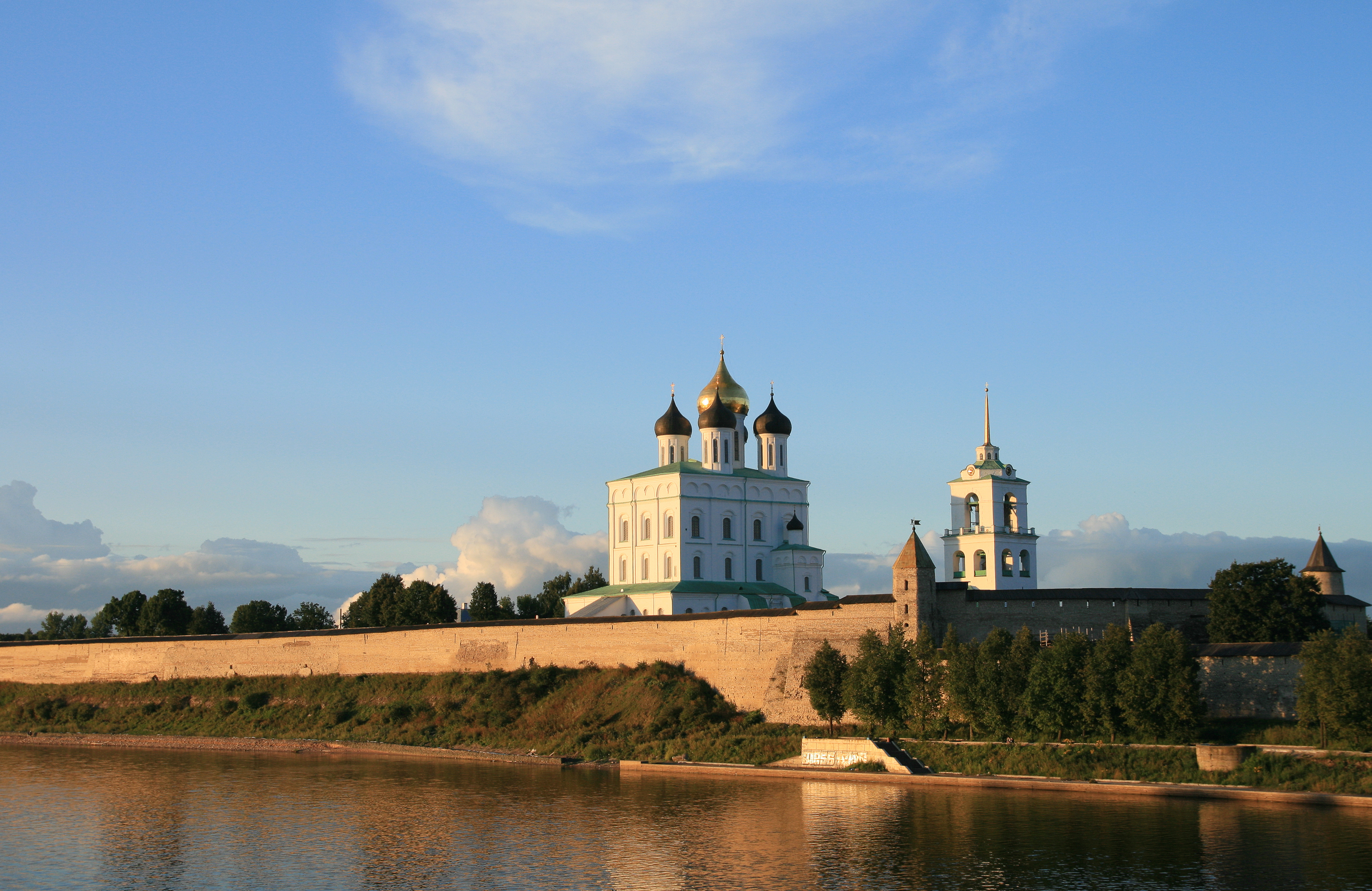
pohled přes řeku
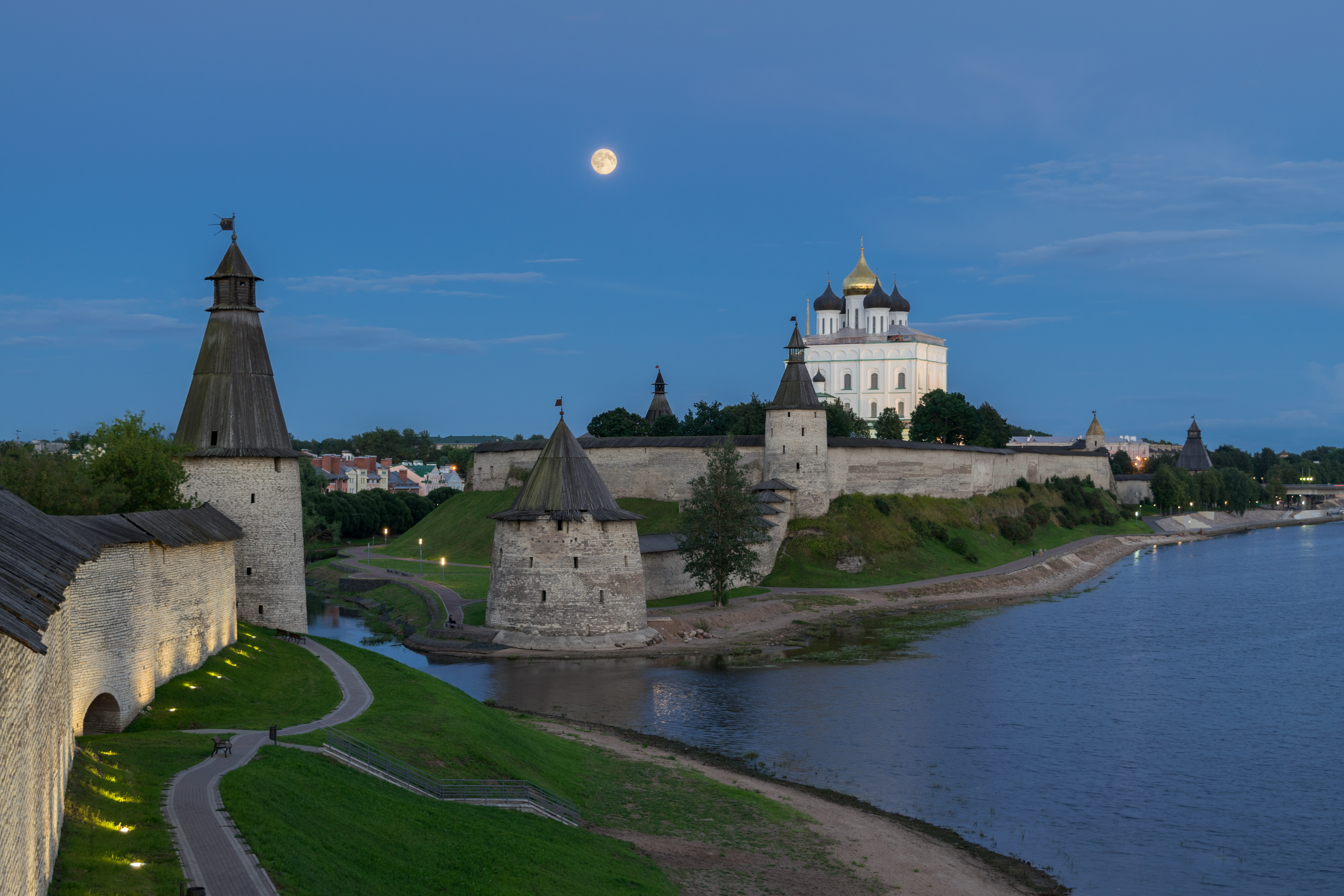
severní strana
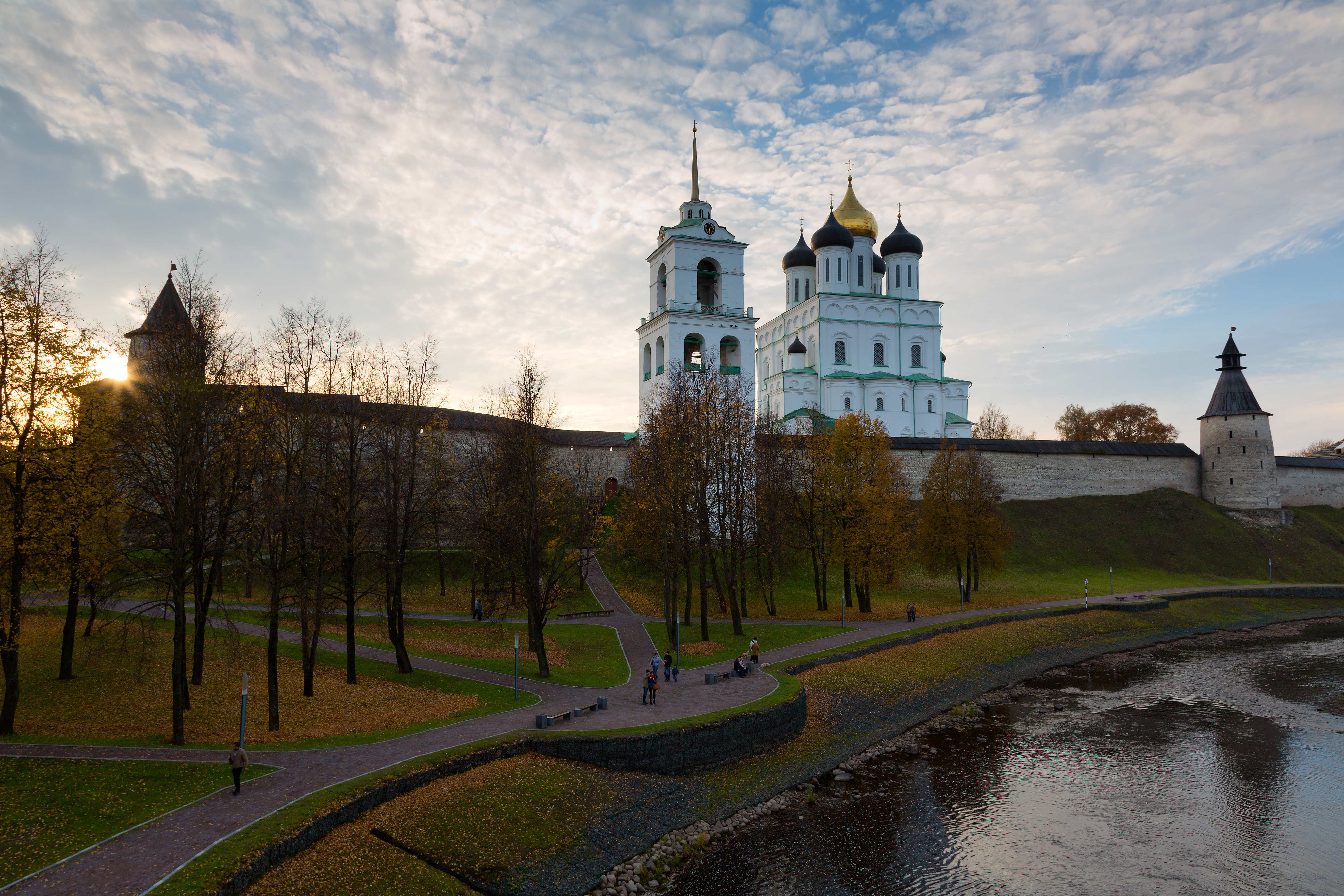
pohled z východu
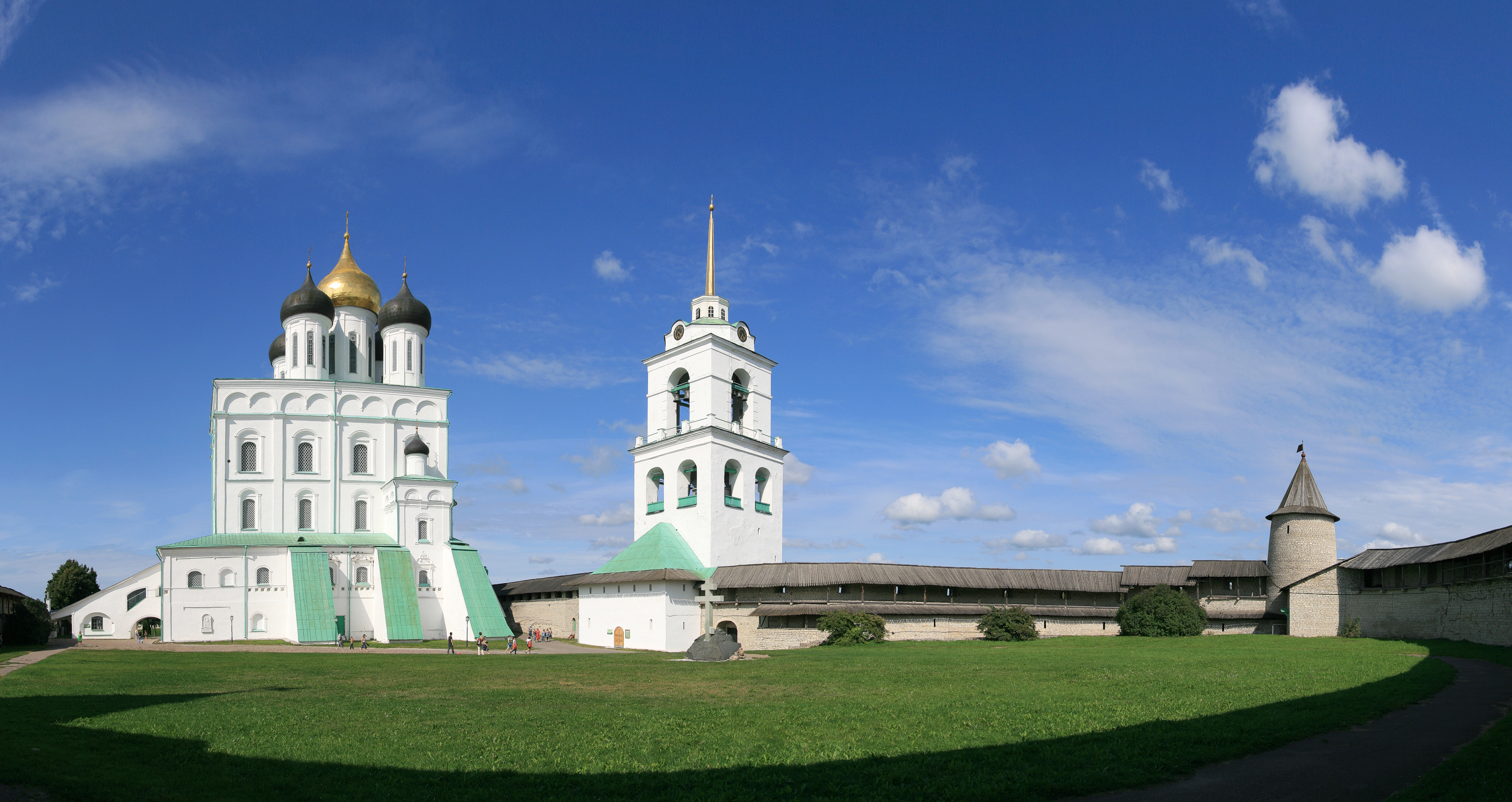
shromaždiště věče, v pozadí katedrála a zvonice
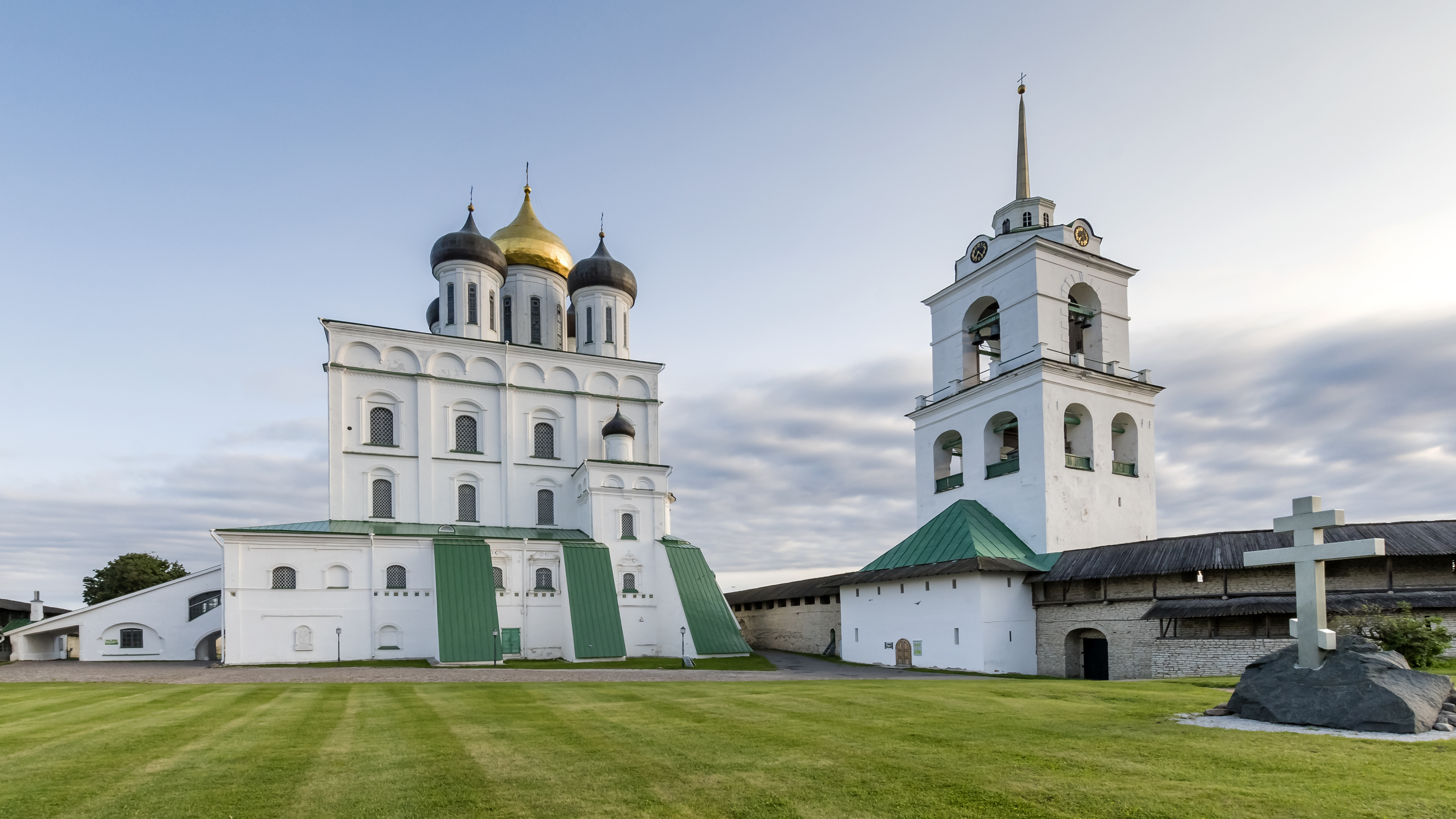
katedrála, vpravo kříž připomínající věče
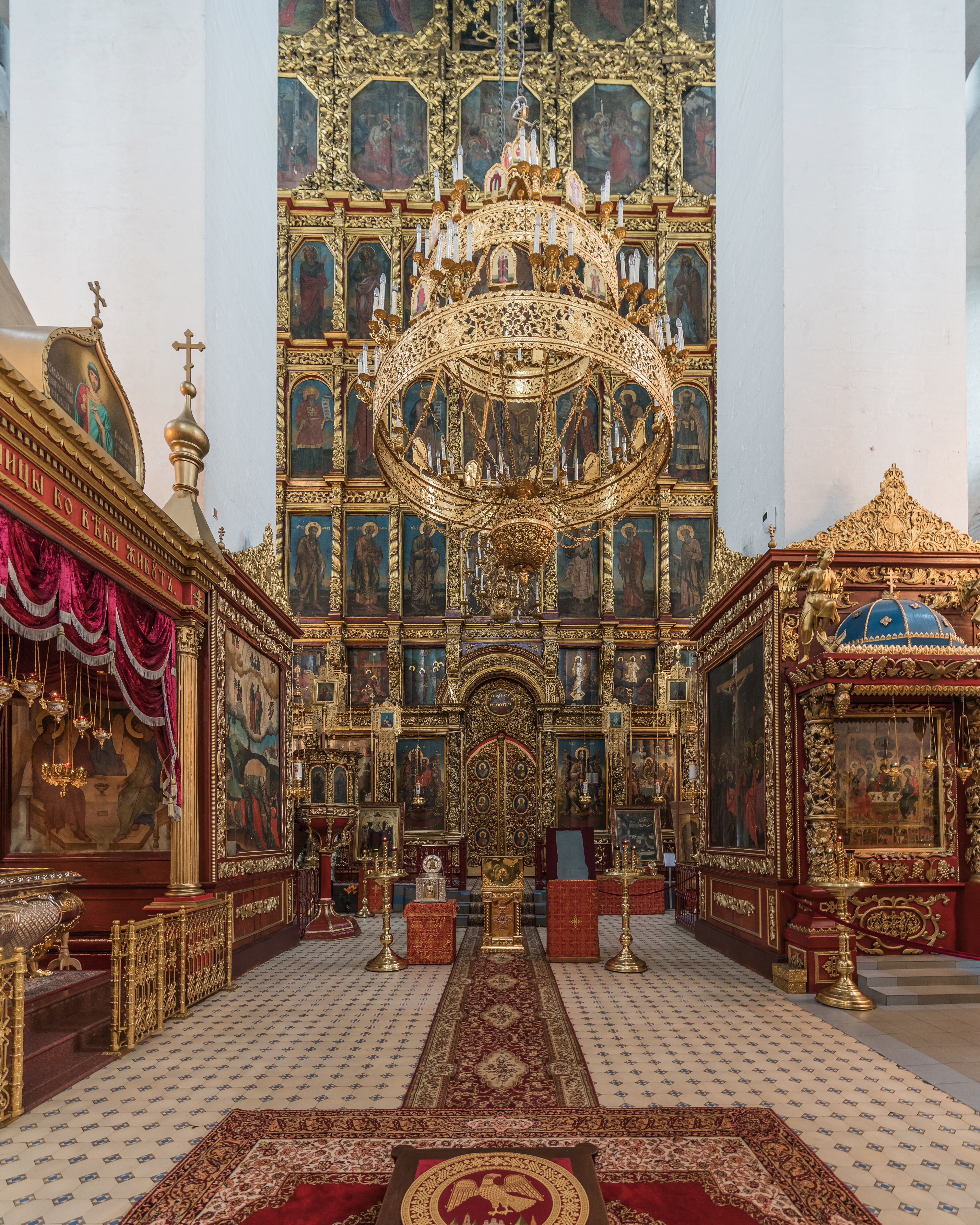
interiér katedrály
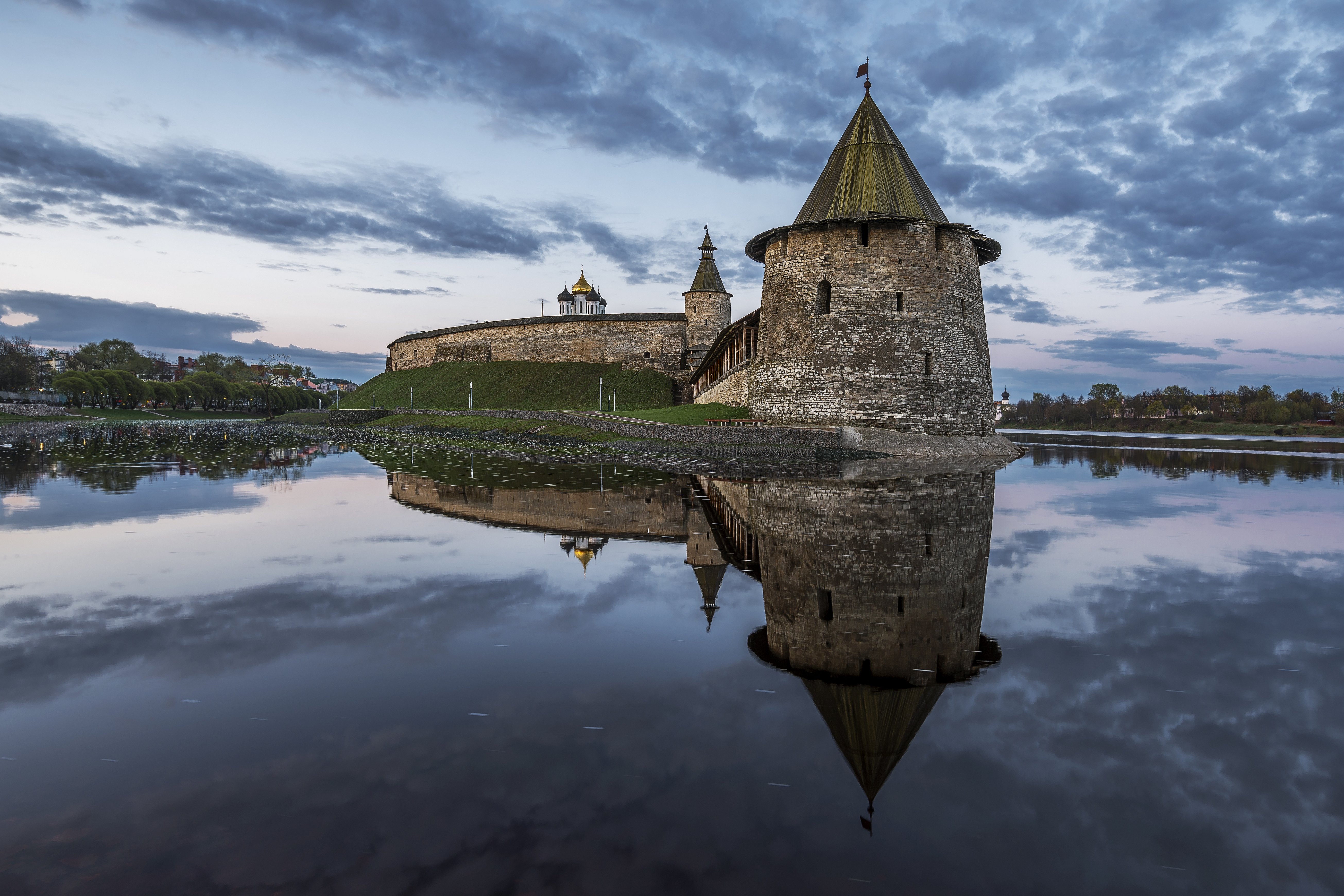
Ploská věž
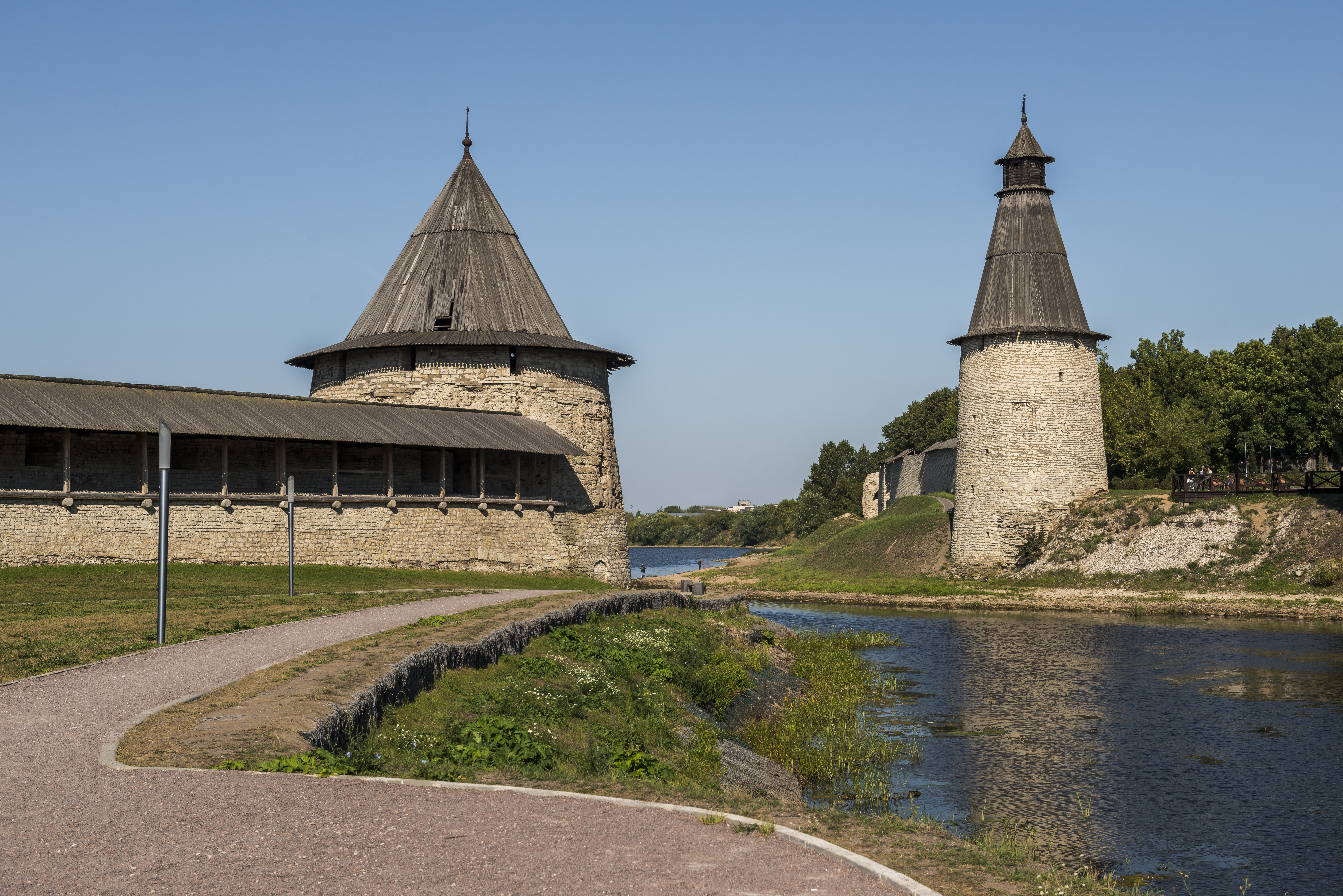
Opevněné ústí Pskovy